# Schillerstraße 16 (Mönchengladbach)

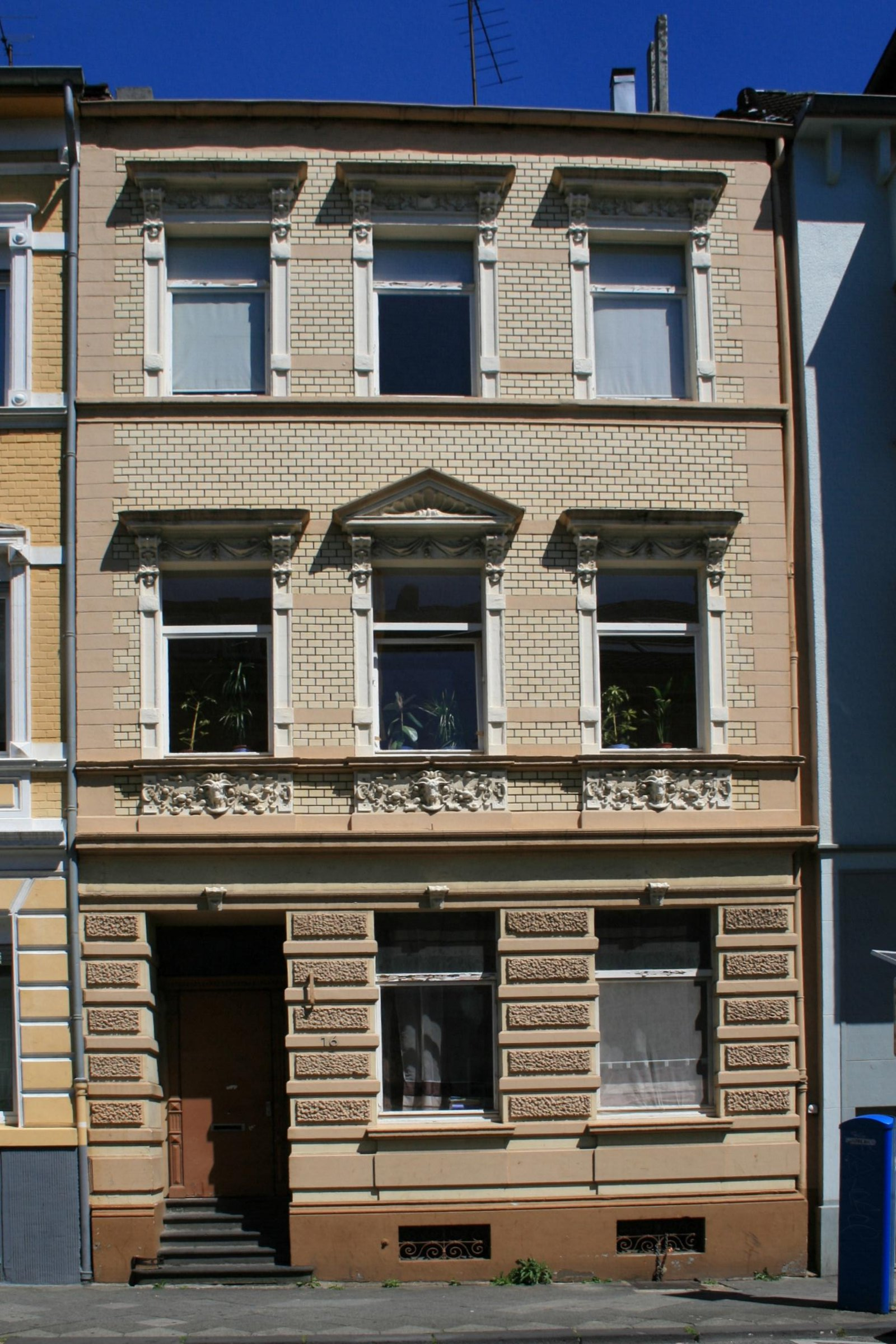
Wohnhaus (2010)

Das Wohnhaus Schillerstraße 16 steht im Stadtteil Gladbach in Mönchengladbach (Nordrhein-Westfalen).
Das Gebäude wurde um 1900 erbaut und unter Nr. Sch 027 am 7. August 1990 in die Denkmalliste der Stadt Mönchengladbach eingetragen.

## Architektur
Das Wohnhaus gehört zu einem weitgehend erhaltenen Historismusbestand im Bereich Schillerstraße/Schillerplatz. Das Haus ist Teil des denkmalwerten Ensembles Schillerstraße 16, 18, 20 zweigeschossiger Anbau. Es handelt sich um ein dreigeschossiges, traufenständiges Dreifensterhaus aus der Zeit um 1900. Hofseitig ein zweigeschossiger Anbau. Das Objekt ist aus städtebaulichen Gründen denkmalwürdig.